# Lviv Croissants
Lviv Croissants (укр. Львівські Круасани) — міжнародна франчайзингова мережа ресторанів, що спеціалізується на виготовленні круасанів, налічує понад 180 закладів в Україні, 11 — у Польщі, по одному у Франції, Словаччині, Чехії, Кореї та США. Входить до групи компаній Fast Food Franchising Group із центральним офісом у Львові. Особливістю меню є свіжоспечені круасани з начинками.

## Історія
Першу пекарню відкрито 5 березня 2015 року у Львові на проїзді Крива Липа, 9. Заклад пропонував великі свіжоспечені круасани з овочами, м'ясом, рибою та сиром. Того ж року у Львові відкрито чотири інших пекарні, запущено франшизу. Співзасновники: Галицький Андрій Євгенович, Загродський Юрій Романович, (виконавчий директор), Печенко Орест Орестович, Печенко Руслан Орестович та Галицький Євген Євгенович (партнери).

### 2015-2020
13 серпня 2015 року в Сумах відкрито першу франчайзингову точку.
2016 року компанія взяла участь у виставці «Франшиза року 2016» й підписали 10 контрактів з франчайзі, 2017 року отримали «Відкриття року» Франшиза-2016. 2016 року відкрито 27 франчайзингових точок.
2018 року відкрито пекарню в Польщі. За рік її було закрито. 2019 року відкрито 32 пекарні.
2020 року компанія запустила мобільний застосунок, термінали самообслуговування, систему онлайн-замовлень, у Черкасах відкрилася пекарня з замовленням із авто «Lviv Croissants Drive». 2020 року відкрилося 23 пекарні.

### 2021-2023
2022 року пекарню у Львові відвідала Анджеліна Джолі. В Україні цього року відкрито 11 закладів, найбільший, площею 260 м2 — у київському клубі SportLife.
2022 року в Польщі відкрито 4 пекарні.
2023 року мережа мала 153 заклади в Україні та 11 у Польщі, ставши найбільшою мережею України.
Того ж року компанія реалізувала проєкт у колаборації з мультфільмом «Мавка. Лісова пісня», у рамках якого компанія підтримала БФ «Діти Героїв».
2023 року відкрито 25 пекарень в Україні та 7 у Польщі.

### 2024
На початок року в Польщі працювало 11 пекарень: у Варшаві, Вроцлаві, Згожельці, Гданську, Щецині та Ряшеві.
Станом на січень 2024 року в Україні працювало вже понад 160, а в Польщі 11 ресторанів Lviv Croissants.
14 травня в Братиславі відкрито першу пекарню в Словачинні.
Станом на серпень в Україні працювало 176 — в Україні, у Польщі — 11, та один у Словачинні.
12 серпня перший заклад Lviv Croissants відкрили в США (у передмісті Атланти, штат Джорджія). Партнери вклали $220 000 в пекарню Lviv Croissants і локальне виробництво заморожених круасанів. 
25 жовтня відкрито перший заклад мережі в Чехії, ця країна стала четвертою за межами України, де працюють ресторани мережі.
Наприкінці грудня мережа Lviv Croissants повідомила про розрив договору про співпрацю за франшизою з підприємцем у місті Борисполі на Київщині.

### 2025
5 березня мережа відсвяткувала 10-річчя і запустила благодійну ініціативу.
15 квітня відкрито заклад на Центральному залізничному вокзалі в Києві, до вікриття Lviv Croissants запустили "Залізний круасан".

## Меню
Особливістю меню є круасани із начинками. Також в меню — кавові напої, чаї, лимонади та бульйон.

## Відзнаки
- 2016 — «Франшиза року» у номінації «Відкриття року»[6]
- 2023 — Forbes NEXT 250, рейтинг перспективних малих і середніх компаній[22]
- 2024 — найбільша ресторанна мережа України[23].
- 2024 – фіналісти в категорії Best Promotion з колаборацією Lviv Croissants x Mavka на Bologna Licensing Awards[24].
- 2024 – фіналісти номінації Best Licensed Promotion за колаборацію з брендом «Мавка. Лісова пісня» у Лас-Вегасі (США) на Licensing International Excellence Awards[25].
- 2024 – переможець в номінації «Топ за свої гроші» премії Bolt Food Awards[26].

## Партнерство
- Співпраця з фондом Tabletochki[27].
- Благодійна програма «Кораблик добра» спільно з БФ ім. Кузьми Скрябіна[28].
- Спонсорська підтримка зйомок фільму «Король Данило»[29].
- Участь в компанії «Нагодуй лікаря»[30].
- Колаборація з мультфільмом «Мавка. Лісова пісня»[13].
- Співпраця з фондом Unbroken[31].
- Співпраця з платформою United24[32].
- Співпраця з БФ Повернись живим.
- Допомога БФ Діти Героїв.
- Облаштування пологових залів у Львівському перинатальному центрі[33].